# Saarländischer Landwein

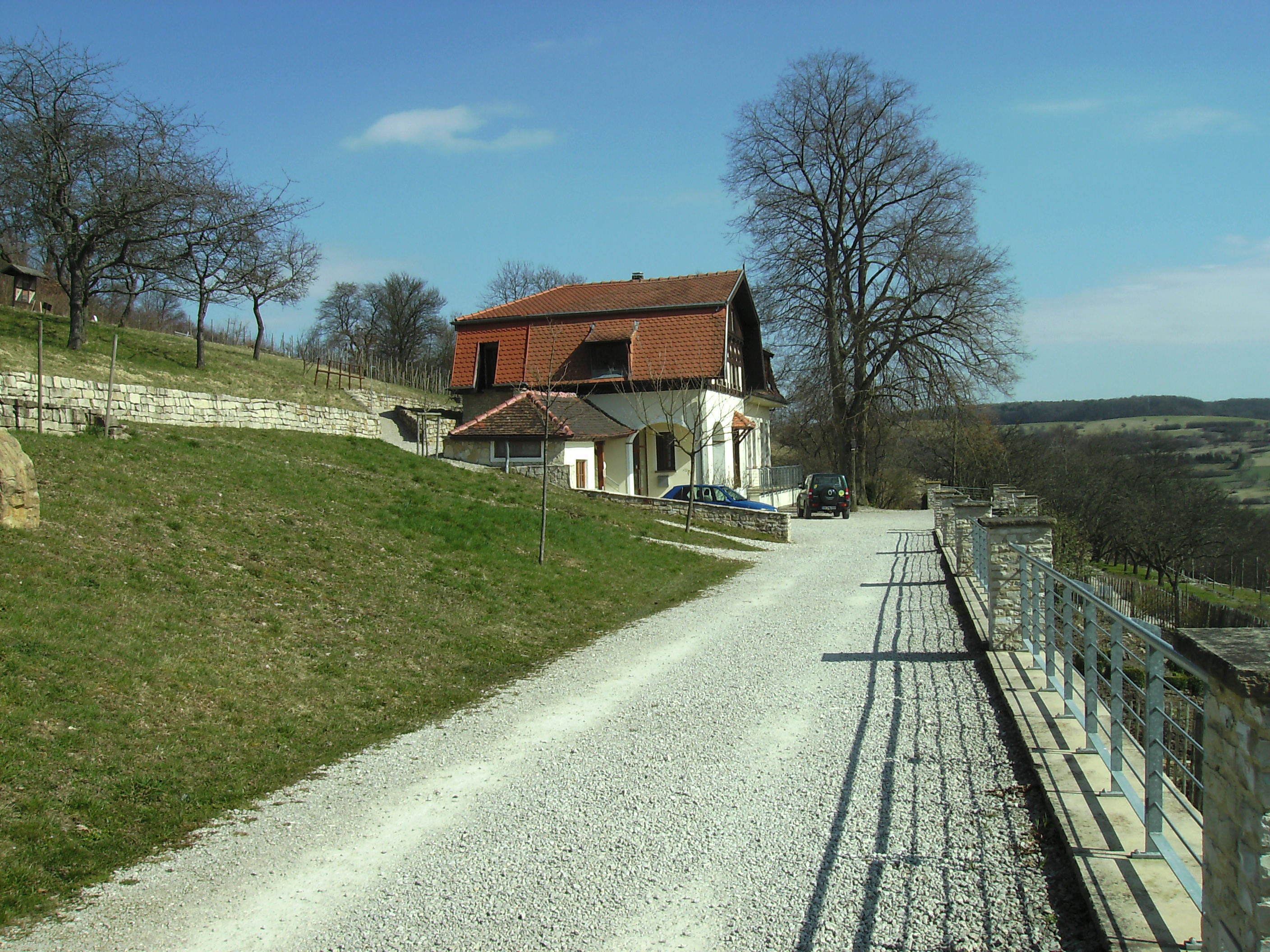
Alte Rebanlage am Haus Lochfeld in Mandelbachtal mit Rebstöcken oberhalb des Hauses.

Saarländischer Landwein wird einerseits auf 124 ha an der saarländischen Obermosel, die zum Bereich Moseltor im bestimmten Anbaugebiet Mosel gehören, andererseits auf knapp 17 ha Anbaufläche für Landwein an Südhängen an der Saar, der Nied, der Blies und anderen Orten angebaut. Er darf in 24 saarländischen Gemeinden erzeugt werden. „Saarländischer Landwein“ ist eine geschützte geografische Angabe.
Mit der Verordnung des Saarländischen Umweltministeriums vom 2. Juni 2006 wurde die gesetzliche Grundlage geschaffen, in diesen Gebieten einen als Lebensmittel zugelassenen, also verkehrsfähigen Wein herstellen zu dürfen. Er muss mindestens 47 Grad Oechsle bzw. 5,5 % vol Alkohol aufweisen. In der Gemeinde Perl an der Mosel ist neben Landwein auch der Anbau von Qualitätswein zugelassen.
Saarländischer Landwein ist nicht zu verwechseln mit dem Landwein der Saar, der nördlich der saarländischen Landesgrenze in den rheinland-pfälzischen Gemeinden entlang der Saar von Serrig bis Konz erzeugt werden darf.

## Geschichte

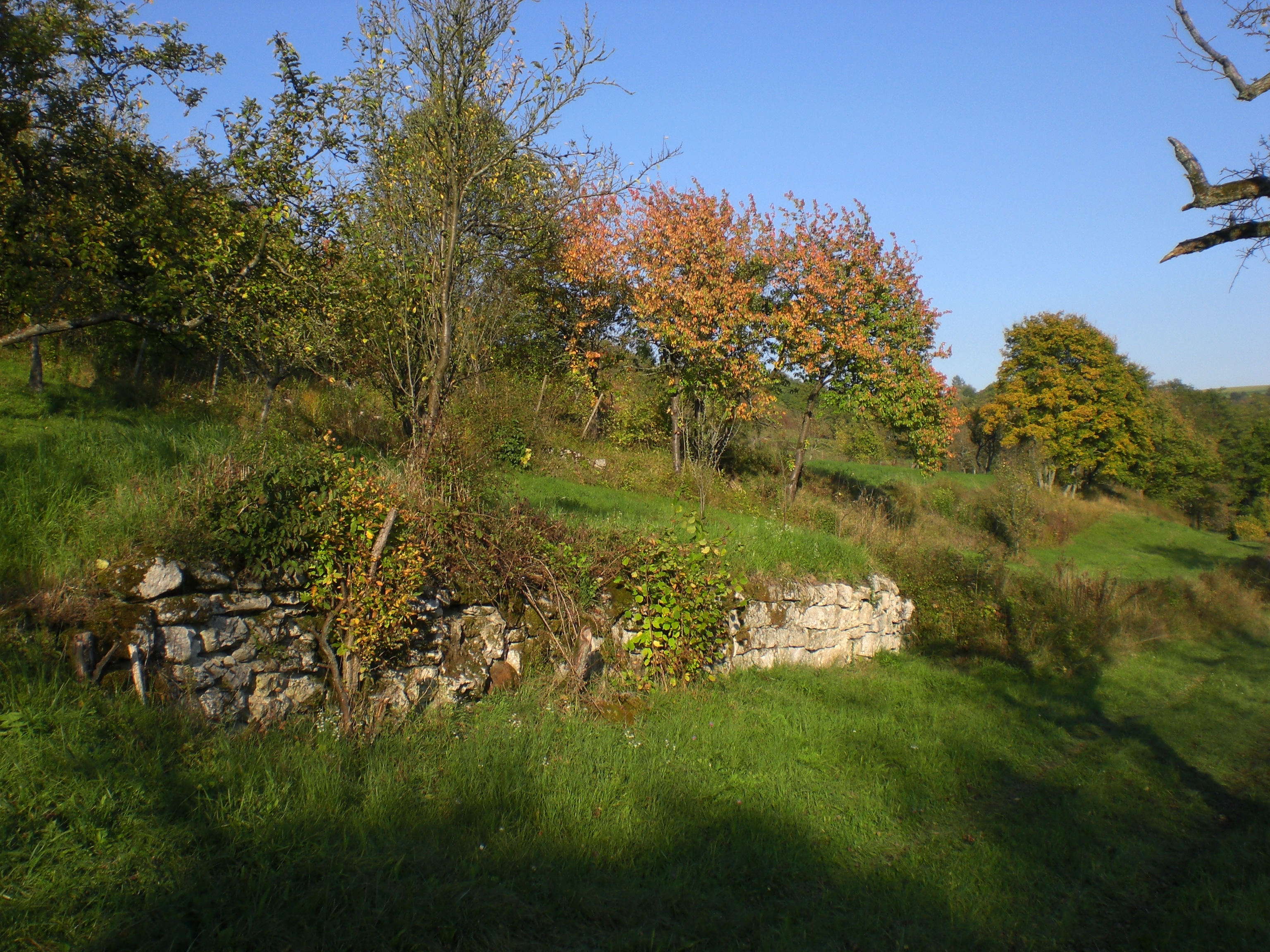
Alte Weinbergsanlage gegenüber Frauenberg an einem Bliessüdhang

Die Mitte des 19. Jahrhunderts gilt als Höhepunkt der Weinkultur in dieser Region. Zahlreiche Zeugnisse belegen die hohe Qualität der erzeugten Weine. Darüber hinaus beweisen auch Flurnamen, Sagen und mündliche Überlieferungen und eindeutig vom Weinbau genutzte Bauten wie beispielsweise der Anfang der 1860er Jahre erbaute Trullo bei Reinheim oder Trockenmauern von dieser alten Tradition. Der Weinanbau im letzten Jahrhundert wurde an der mittleren Saar in der Höhe von Merzig, aber vor allem in der Region zwischen Sankt Arnual, heute Stadtteil von Saarbrücken im Nordwesten, Rilchingen-Hanweiler im Südwesten, Blieskastel im Nordosten und Brenschelbach und Utweiler im Südosten betrieben.
Verschiedene mittelalterliche und neuzeitliche Karten und Lagepläne belegen Rebflächen im Bereich der mittleren und oberen Saar, so beispielsweise ein Grundriss von 1764, der das Schlösschen „Montplaisir“ auf dem Saarbrücker Halberg nebst einem 80 Morgen großen Weingarten darstellt. Angelegt worden war der Wingert von Fürst Wilhelm Heinrich 1762, der sechs Jahre zuvor bereits auf dem Kaninchenberg, einer Erhebung gegenüber von Sankt Arnual auf der nördlichen Saarseite, ähnliche Versuche unternommen hatte. Freiherr Adolf von Knigge, der die Anlage besuchte, meinte dazu, die Bestockung einer Rebfläche geschehe wohl mit der Absicht, „um im Herbst dem Hofe ein angenehmes Fest zu geben, das eine Weinlese darstellt, wie in der ernsten Absicht, hier trinkbaren Wein zu ziehen.“
Mit der Reblausplage und dem erfolglosen Kampf gegen den Falschen Mehltau (Peronospora) gaben in den späten 1920er Jahren die letzten Winzer ihre Betriebe auf.

## Zugelassene Rebsorten
- Weißweinsorten:

Arnsburger, Auxerrois, Bacchus, Bronner, Cabernet Blanc, Chardonnay, Ehrenbreitsteiner, Ehrenfelser, Faberrebe, Findling, Gelber Muskateller, Goldriesling, Grüner Veltliner, Gutedel, Huxelrebe, Johanniter, Juwel, Kerner, Kernling, Merzling, Morio-Muskat, Müller Thurgau, Muskat-Ottonel, Optima, Ortega, Perle, Phoenix, Prinzipal, Regner, Reichensteiner, Rieslaner, Roter Elbling, Roter Muskateller, Roter Traminer, Ruländer/Grauer Burgunder, Saphira, Sauvignon Blanc, Scheurebe, Schönburger, Solaris, Weißer Burgunder, Weißer Elbling, Weißer Riesling.
- Rot- und Roséweinsorten:

Accent, Acolon, Blauer Frühburgunder, Blauer Limberger, Blauer Portugieser, Blauer Spätburgunder, Bolero, Cabernet Cortis, Cabernet Cubin, Cabernet Dorio, Cabernet Dorsa, Cabernet Mitos, Cabernet Sauvignon, Dakapo, Domina, Dornfelder, Dunkelfelder, Merlot, Müllerrebe, Prior, Regent, Rondo, Rubinet, Saint-Laurent, Syrah.

## Bestrebungen einer Reaktivierung
Seit Anerkennung des Bliesgaus als Biosphärenreservat im Mai 2009 ist eine starke Bewegung für professionellen Weinbau – über den Status des Landweines hinaus – zu erkennen, der an die alte, hohe Qualität anknüpfen möchte und den Weinanbau als Chance zur Wertschöpfung in der Region sieht. Infrage kommen Ackerflächen beidseits der Blies sowie deren Nebenflüssen Mandelbach, Bickenalb und Schlierbach. Als Vision gilt eine eigene QbA-Appellation.
Im Gersheimer Ortsteil Reinheim hat eine Arbeitsgemeinschaft von Winzern einen alten Weinberg in einer günstigen Südlage rekultiviert und stellt aus der Ernte eigenen Weiß- und Rotwein her, der auch offiziell verkauft wird. In anderen Regionen entlang der Saar und ihrer Nebenflüsse gibt es außer für privaten Genuss keinen nennenswerten Weinanbau, obwohl die Gegebenheiten vorhanden wären.